# عيسى بن موسى
شيخُ الدَّولة أبو موسى عيسى بن موسى العبَّاسي (721-783م) أميرٌ عباسي، ووليُّ عهد لفترتين ثم عُزل، وهو من الولاة القادة، وابن أخي الخليفة أبو العباس السفاح ولاحقًا أبو جعفر المنصور.
ولد في الحميمة ونشأ بها، وكان من فحول أهله وذوي النجدة والرأي منهم، كان محباً للأدب، ناظماً للشعر، ضم مجلسه الفقيه ابن أبي ليلى، والفقيه ابن أبي شبرمة، والأديب الفقيه ابن السماك.

## نسبه وسيرته
هو: عيسى بن موسى بن محمد بن علي بن عبد الله بن عباس بن عبد المطلب بن هاشم بن عبد مناف بن قصي بن كلاب بن مرة بن كعب بن لؤي بن غالب بن فهر بن مالك بن النضر بن كنانة بن خزيمة بن مدركة بن إلياس بن مضر بن نزار بن معد بن عدنان.
جعله عمه أبو العباس ولي عهد المنصور وولاه الكوفة وسوادها سنة 132هـ، بعد أن عزل عمه داود بن علي الذي ولاه مكة واليمن واليمامة، فكان ذا فضل في استتباب الأمر للعباسيين في سواد الكوفة وكان ثقةً وقوياً، أُمِّرَ بالحجيج سنة 134 و143هـ، وأقام المحطات وأوقد النار على طول الطريق من الكوفة إلى مكة.
عاش خمسا وستين سنة وكان فارس بني العباس وسيفهم المسلول جعله أبو العباس السفاح ولي عهد المؤمنين بعد المنصور وهو الذي انتدب لحرب إبنَي عبد الله بن الحسن المثنى فظفر بهما وقتلا وتوطدت الدولة العباسية به وقد تحيل عليه المنصور بكل ممكن حتى أخره وقدم في العهد عليه ابنه المهدي فيقال بذل له بعد الرغبة والرهبة عشرة آلاف ألف درهم. 
وعندما أصبح المهدي خليفة (158ـ 169هـ) أراد ولاية العهد لابنه فأرسل إلى عيسى وطلب منه أن يخلع نفسه عن ولاية العهد، فرفض في بادئ الأمر ثم نزل مقابل أن يعطيه المهدي عشرة آلاف ألف درهم (عشرة ملايين) وضياعاً بالزاب وكسكر، وخرج إلى مسجد الرصافة يوم الأربعاء لأربعٍ بقين من المحرم سنة 160هـ وصعد المنبر وأخبر الناس ما أجمع عليه أهل بيته وشيعته بشأن خلعه وما في ذلك من رَجوةٍ لمصلحتهم، ودعاهم للبيعة لابن الخليفة، وأحل من كان قد بايعه.
وقال في ذلك: 

## نص كتاب تنازله عن ولاية العهد لموسى الهادي
| عيسى بن موسى | هذا كتاب لعبد الله المهدي محمد أمير المؤمنين ولولي عهد المسلمين موسى بن المهدي، ولأهل بيته وجميع قواده وجنوده من أهل خراسان وعامة المسلمين في مشارق الأرض ومغاربها، وحيث كان كائن منهم، كتبته للمهدي محمد أمير المؤمنين، وولي عهد المسلمين موسى بن محمد ابن عبد الله بْن محمد بن علي، فيما جعل إليه من العهد إذ كان إلي، حتى اجتمعت كلمة المسلمين، واتسق أمرهم، وائتلفت أهواؤهم، على الرضا بولاية موسى بن المهدي محمد أمير المؤمنين، وعرفت الخط في ذلك علي والخط فيه لي، ودخلت فيما دخل فيه المسلمون من الرضا بموسى بن أمير المؤمنين، والبيعة له، والخروج مما كان لي في رقابهم من البيعة، وجعلتكم في حل من ذلك وسعة، من غير حرج يدخل عليكم، أو على أحد من جماعتكم وعامة المسلمين، وليس في شيء من ذلك، قديم ولا حديث لي دعوى ولا طلبة ولا حجة ولا مقالة ولا طاعة على أحد منكم، ولا على عامة المسلمين ولا بيعة في حياة المهدي محمد أمير المؤمنين ولا بعده ولا بعد ولي عهد المسلمين موسى، ولا ما كنت حيا حتى أموت وقد بايعت لمحمد المهدي أمير المؤمنين ولموسى بن أمير المؤمنين من بعده، وجعلت لهما ولعامة المسلمين من أهل خراسان وغيرهم الوفاء بما شرطت على نفسي في هذا الأمر الذي خرجت منه، والتمام عليه علي بذلك عهد الله وما اعتقد أحد من خلقه من عهد أو ميثاق أو تغليظ أو تأكيد على السمع والطاعة والنصيحة للمهدي محمد أمير المؤمنين وولى عهده موسى ابن أمير المؤمنين، في السر والعلانية، والقول والفعل، والنية والشدة والرجاء والسراء والضراء والموالاة لهما ولمن والاهما، والمعاداة لمن عاداهما، كائنا من كان في هذا الأمر الذي خرجت منه فإن أنا نكبت أو غيرت أو بدلت أو دغلت أو نويت غير ما أعطيت عليه هذه الأيمان، أو دعوت إلى خلاف شيء مما حملت على نفسي في هذا الكتاب للمهدي محمد أمير المؤمنين ولولي عهده موسى ابن أمير المؤمنين ولعامة المسلمين، أو لم أف بذلك، فكل زوجة عندي يوم كتبت هذا الكتاب- أو أتزوجها إلى ثلاثين سنة- طالق ثلاثا البتة طلاق الحرج وكل مملوك عندي اليوم أو أملكه إلى ثلاثين سنة أحرار لوجه الله، وكل مال لي نقد أو عرض أو قرض أو أرض، أو قليل أو كثير، تالد أو طارف أو أستفيده فيما بعد اليوم إلى ثلاثين سنة صدقة على المساكين، يضع ذلك الوالي حيث يرى، وعلي من مدينة السلام المشي حافيا إلى بيت الله العتيق الذي بمكة نذرا واجبا ثلاثين سنة، لا كفارة لي ولا مخرج منه، إلا الوفاء به. والله على الوفاء بذلك راع كفيل شهيد، وَكَفى بِاللَّهِ شَهِيداً* وشهيد على عيسى ابن موسى بإقراره بما في هذا الشرط أربعمائة وثلاثون من بني هاشم ومن الموالي والصحابة من قريش والوزراء والكتاب والقضاة. وكتب في صفر سنة ستين ومائة وختم عيسى بن موسى. | عيسى بن موسى |

## وفاته
مات عيسى بن موسى في الكوفة عن عمرٍ يناهز الخامسة والستين، تاركاً وراءه آثاراً وإنجازات عدة، فأسهم في تخطيط مدينة بغداد، وسمّى «نهر عيسى» باسمه، وهناك قصرٌ يعزى إليه في بغداد، ثم صار للخليفة المأمون، بل إن قصر الأخيضر ذا التحصينات ينسب إليه، وهذا القصر يعد الحامي الأول للكوفة والخط الأول في رصد الحركات العلوية وكبح جماحها في المنطقة.